# Volvo EX90
La Volvo EX90 è un'autovettura prodotta dalla casa automobilistica svedese Volvo a partire dal 2024.

## Descrizione
Prima della presentazione ufficiale, il design e l'aspetto dell'EX90 è stato anticipato dalla concept car Volvo Concept Recharge che ha debuttato nel giugno 2021.
Realizzata sulla piattaforma SPA2 come erede della Volvo XC90, l'EX90 è alimentata dallo stesso pacco batterie della Polestar 3, una batteria da 111 kWh (107 kWh utilizzabili) prodotta da CATL. Con la ricarica CC da 250 kW, è in grado di ricaricare l'accumulatore dal 10 al 80% in circa 30 minuti.
Il modello base dell'EX90 è chiamato Twin Motor, avente una potenza di 300 kW e 770 Nm con un'autonomia di circa 600 km. Il modello top di gamma si chiama Twin Motor Performance, offre un'autonomia dichiarata di 590 km e una potenza di 380 kW o 370 kW per la versione destinata al mercato del Nord America. Tutti i modelli hanno una velocità limitata elettronicamente a 180 km/h.
L'EX90 è dotato di sensori e radar Lidar di serie su tutta la gamma, in combinazione con 16 sensori a ultrasuoni, otto telecamere e cinque radar.

### EX90 Excellence
Presentata al salone di Shanghai nell'aprile 2023, l'EX90 Excellence è la versione di punta con quattro posti, che presenta una vernice esterna bicolore e un diverso design dei cerchi in lega da 22 pollici. Negli interni, la seconda e la terza fila di sedili sono sostituite da due poltrone posteriori singole, separati da una console centrale con frigorifero.